# 瓦莱尔苏叙尔桑
瓦莱尔苏叙尔桑（法語：Valeyres-sous-Ursins，法語發音：[valɛʁ su.z‿yʁsɛ̃]，意为“于尔桑下方的瓦莱尔”）是瑞士联邦西部法语区的沃州下设的一个镇。在行政上属于沃州北汝拉区管辖。瓦莱尔苏叙尔桑的总面积为2.88平方公里。截至2010年底，总人口为231。